# 지요카와촌 (교토부)
지요카와촌(일본어: 千代川村)은 일본 교토부 미나미쿠와다군에 설치되었던 정이다.